# Blumenkraft
Blumenkraft – pierwszy solowy album Otta, wydany 13 maja 2003 roku przez Twisted Records.

## Lista utworów
1. "Jack's Cheese and Bread Snack" – 12:52
2. "Somersettler" – 7:31
3. "Splitting an Atom" – 7:21
4. "Escape From Tulse Hell" – 7:12
5. "Cley Hill" – 7:32
6. "Billy The Kid Strikes Back" – 7:13
7. "A Load Up at Nunney Catch" – 7:18
8. "Spannered in Pilton" – 7:07
9. "Smoked Glass and Chrome" – 8:34